# Distrito electoral federal 9 de Chihuahua
El Distrito electoral federal 9 de Chihuahua es uno de los 300 distritos electorales en los que se encuentra dividido el territorio de México y uno de los nueve en los que se divide el estado de Chihuahua. Su cabecera es la ciudad de Hidalgo del Parral.
Desde el proceso de distritación de 2022 abarca los municipios de Allende, Balleza, Batopilas de Manuel Gómez Morín, Bocoyna, Carichí, Coronado, Chínipas, Dr. Belisario Domínguez, Guachochi, Guadalupe y Calvo, Guazapares, Hidalgo del Parral, Huejotitán, López, Maguarichi, Matamoros, Morelos, Nonoava, Rosario, San Francisco de Borja, San Francisco del Oro, Santa Bárbara, Satevó, El Tule, Urique, Uruachi y Valle de Zaragoza.

## Distritaciones anteriores

### Distritación 1979 - 1996
Lo formaban los municipios del noroeste del estado de Chihuahua y su cabecera era Nuevo Casas Grandes.

### Distritación 1996 - 2005
Entre 1996 y 2005 el distrito IX se encontraba como ahora situado al sur del estado de Chihuahua y su cabecera era la misma ciudad de Parral; los municipios que lo conformaban eran Allende, Balleza, Coronado, Guachochi, Guadalupe y Calvo, Hidalgo del Parral, Huejotitán, Jiménez, López, Matamoros, Rosario, San Francisco del Oro, Santa Bárbara, El Tule y Valle de Zaragoza.

### Distritación 2005 - 2017
De 2005 a 2017 estuvo formado por los municipios de la zona suroeste del estado, incluyendo la zona sur de la región de la Sierra. Los municipios de que lo integraban eran Balleza, Batopilas, Bocoyna, Carichi, Chínipas, Cusihuiriachi, Dr. Belisario Domínguez, Guachochi, Gran Morelos, Guadalupe y Calvo, Guazapares, Hidalgo del Parral, Huejotitán, Maguarichi, Matamoros, Morelos, Nonoava, Rosario, San Francisco de Borja, San Francisco del Oro, Santa Bárbara, Santa Isabel, Satevó, El Tule, Urique, Uruachi y Valle de Zaragoza.

### Distritación 2017 - 2022
Entre 2017 y 2022 el distrito abarcó los municipios de Allende, Balleza, Batopilas de Manuel Gómez Morín, Carichí, Coronado, Dr. Belisario Domínguez, Guachochi, Guadalupe y Calvo, Hidalgo del Parral, Huejotitán, López, Matamoros, Morelos, Nonoava, Rosario, San Francisco de Borja, San Francisco del Oro, Santa Bárbara, Satevó, El Tule, Urique y Valle de Zaragoza, teniendo su cabecera en Hidalgo del Parral.

## Diputados por el distrito
| Diputado                    | Grupo parlamentario | Legislatura | Periodo     |
| --------------------------- | ------------------- | ----------- | ----------- |
| Rebeca Anchondo Fernández   |                     | LI          | 1979 - 1982 |
| Servando Portillo Díaz      |                     | LII         | 1982 - 1985 |
| Fernando Abarca Fernández   |                     | LIII        | 1985 - 1988 |
| Rebeca Anchondo Fernández   |                     | LIV         | 1988 - 1991 |
| Luis Carlos Rentería Torres |                     | LV          | 1991 - 1994 |
| Sergio Prieto Gamboa        |                     | LVI         | 1994 - 1997 |
| Jesús José Villalobos Sáenz |                     | LVII        | 1997 - 2000 |
| Manuel Payán Novoa          |                     | LVIII       | 2000 - 2003 |
| Jesús Aguilar Bueno         | [ a ]               | LIX         | 2003 - 2006 |
| César Duarte Jáquez         |                     | LX          | 2006 - 2009 |
| Luis Carlos Campos Villegas |                     | LXI         | 2009 - 2012 |
| Karina Velázquez Ramírez    |                     | LXII        | 2012 - 2015 |
| Carlos Hermosillo Arteaga   |                     | LXIII       | 2015 - 2017 |
| Vacante                     | Vacante             | LXIII       | 2017 - 2018 |
| Ángeles Gutiérrez Valdez    |                     | LXIV LXV    | 2018 - 2024 |
| Noel Chávez Velázquez       |                     | LXVI        | 2024 - 2027 |

## Resultados electorales

### 1979
|  | 10.11 % |

|  | 73.63 % |

|  | 1.54 % |

|  | 0.10 % |

|  | 0.45 % |

|  | 3.88 % |

|  | 0.71 % |

|  | 0.00 % |

|  | 90.42 % |

|  | 9.58 % |

|  | 54.64 % |

|  | 45.36 % |

### 1982
|  | 22.56 % |

|  | 68.01 % |

|  | 1.37 % |

|  | 0.00 % |

|  | 0.45 % |

|  | 3.14 % |

|  | 4.47 % |

|  | 0.00 % |

|  | 0.00 % |

|  | 0.00 % |

|  | 100.00 % |

|  | 0.00 % |

|  | 54.23 % |

|  | 45.77 % |

### 1985
|  | 25.37 % |

|  | 58.39 % |

|  | 0.61 % |

|  | 0.17 % |

|  | 0.29 % |

|  | 3.63 % |

|  | 0.64 % |

|  | 3.64 % |

|  | 0.07 % |

|  | 0.00 % |

|  | 92.81 % |

|  | 7.19 % |

|  | 60.55 % |

|  | 39.45 % |

### 1988
|  | 28.10 % |

|  | 65.51 % |

|  | 2.18 % |

|  | 2.37 % |

|  | 0.09 % |

|  | 1.58 % |

|  | 0.18 % |

|  | 0.00 % |

|  | 100.00 % |

|  | 0.00 % |

|  | 30.57 % |

|  | 69.43 % |

### 1991
|  | 22.94 % |

|  | 63.61 % |

|  | 0.92 % |

|  | 1.34 % |

|  | 0.99 % |

|  | 0.41 % |

|  | 0.13 % |

|  | 0.23 % |

|  | 0.43 % |

|  | 3.82 % |

|  | 0.01 % |

|  | 94.83 % |

|  | 5.17 % |

|  | 64.51 % |

|  | 35.49 % |

### 1994
|  | 23.37 % |

|  | 60.97 % |

|  | 0.35 % |

|  | 7.78 % |

|  | 0.28 % |

|  | 0.69 % |

|  | 0.10 % |

|  | 3.08 % |

|  | 0.26 % |

|  | 0.00 % |

|  | 96.87 % |

|  | 3.13 % |

|  | 76.00 % |

|  | 24.00 % |

### 1997
|  | 37.02 % |

|  | 46.54 % |

|  | 7.57 % |

|  | 0.48 % |

|  | 1.69 % |

|  | 2.57 % |

|  | 0.19 % |

|  | 0.32 % |

|  | 0.01 % |

|  | 96.40 % |

|  | 3.60 % |

|  | 50.95 % |

|  | 49.05 % |

### 2000
|  | 41.70 % |

|  | 49.24 % |

|  | 4.57 % |

|  | 0.43 % |

|  | 0.33 % |

|  | 0.80 % |

|  | 0.02 % |

|  | 97.10 % |

|  | 2.90 % |

|  | 55.28 % |

|  | 44.72 % |

### 2003
|  | 36.87 % |

|  | 52.20 % |

|  | 3.52 % |

|  | 1.83 % |

|  | 0.40 % |

|  | 0.20 % |

|  | 0.31 % |

|  | 0.50 % |

|  | 0.11 % |

|  | 0.22 % |

|  | 0.02 % |

|  | 96.17 % |

|  | 3.83 % |

|  | 39.60 % |

|  | 60.40 % |

### 2006
|  | 35.00 % |

|  | 44.17 % |

|  | 10.41 % |

|  | 5.09 % |

|  | 0.94 % |

|  | 0.17 % |

|  | 95.77 % |

|  | 4.23 % |

|  | 46.34 % |

|  | 53.66 % |

### 2009
|  | 26.39 % |

|  | 51.10 % |

|  | 3.39 % |

|  | 2.27 % |

|  | 4.40 % |

|  | 6.53 % |

|  | 0.39 % |

|  | 0.07 % |

|  | 94.54 % |

|  | 5.46 % |

|  | 31.47 % |

|  | 68.53 % |

### 2012
|  | 22.82 % |

|  | 52.08 % |

|  | 7.20 % |

|  | 2.23 % |

|  | 5.56 % |

|  | 0.09 % |

|  | 89.99 % |

|  | 10.01 % |

|  | 55.75 % |

|  | 44.25 % |

### 2015
|  | 21.07 % |

|  | 55.06 % |

|  | 1.87 % |

|  | 1.38 % |

|  | 1.21 % |

|  | 9.44 % |

|  | 2.23 % |

|  | 0.78 % |

|  | 1.15 % |

|  | 0.06 % |

|  | 94.23 % |

|  | 5.77 % |

|  | 36.50 % |

|  | 63.50 % |

### 2018
|  | 34.51 % |

|  | 29.78 % |

|  | 20.05 % |

|  | 5.74 % |

|  | 2.46 % |

|  | 0.04 % |

|  | 92.59 % |

|  | 7.41 % |

|  | 62.06 % |

|  | 37.94 % |

### 2021
|  | 53.12 % |

|  | 15.49 % |

|  | 20.62 % |

|  | 3.68 % |

|  | 0.75 % |

|  | 1.12 % |

|  | 0.04 % |

|  | 94.82 % |

|  | 5.18 % |

|  | 59.08 % |

|  | 40.92 % |